# Fissistigma tungfangense
Fissistigma tungfangense Tsiang & P.T.Li – gatunek rośliny z rodziny flaszowcowatych (Annonaceae Juss.). Występuje endemicznie w południowych Chinach (w zachodniej części prowincji Hajnan). 

## Morfologia
PokrójZimozielone i zdrewniałe liany dorastające do 6 m wysokości. Młode pędy są owłosione.
LiścieMają kształt od łyżeczkowatego do podłużnie eliptycznego. Mierzą 5–11 cm długości oraz 2–4 cm szerokości. Są skórzaste, owłosione od spodu. Nasada liścia jest od zaokrąglonej do klinowej. Blaszka liściowa jest o zaokrąglonym wierzchołku. Ogonek liściowy jest owłosiony i dorasta do 10–15 mm długości.
KwiatyZebrane w wiechy, rozwijają się na szczytach pędów lub naprzeciwlegle do liści. Działki kielicha mają trójkątny kształt i dorastają do 4 mm długości. Płatki zewnętrzne mają owalnie eliptyczny kształt, są owłosione od wewnątrz i osiągają do 10 mm długości, natomiast wewnętrzne są owalnie podłużne, także owłosione od wewnętrznej strony i mierzą 8 mm długości. Kwiaty mają owłosione słupki o podłużnym kształcie i długości 2 mm. Podsadki są omszone i mają trójkątny kształt.

## Biologia i ekologia
Rośnie na otwartych przestrzeniach w lasach. Występuje na wysokości do 600 m n.p.m. Kwitnie w październiku, natomiast owoce pojawiają się od listopada do grudnia. 

## Ochrona
W Czerwonej księdze gatunków zagrożonych został zaliczony do kategorii CR – gatunków krytycznie zagrożonych wyginięciem.